# Minden-ható
A Minden-ható a C.A.F.B. zenekar újjáalakulás utáni második stúdióalbuma.
Az album 1999-ben jelent meg a Hammer Records gondozásában CD és kazetta formában, illetve 2001-ben újra, extra kiadásban. Ez az utolsó felvétel ami azelőtt készült, hogy az alapító frontember, Szakácsi Gábor az USA-ba költözött. Az albumot a zenekar a budapesti Reaktor stúdióban rögzítette, Németh Gábor (ős-Bikini) segítségével.

## Körülmények

### A lemez felvételeit megelőző időszak
Az 1997-es Zanza című lemez hirtelen sikere, sok esetben negatív hatással volt a zenekarra. Az együttes körében felszínre került a kábítószer probléma, ami dalok szövegeiben is érezhetővé vált. (Kábulatba ejt, Tíz nap, Nyomorult ember).A Minden-ható című lemezt megelőző hónapok, az együttes bevallása szerint a C.A.F.B. pályafutásának egyik legsötétebb időszakává váltak. A billentyűs Horniak Zoltán röviddel az stúdióba vonulás előtt távozott a csapat soraiból, majd ezután egy öngyilkossági kísérletet követően ideggyógyintézetbe került, ahol egy ideig kezelték. Az album két dala, az "Elítélt" es a "Koffein" ("Őszi kávé" címmel,) a Klubbang! című albumon néhány hónappal a Minden-ható előtt megjelenésre került, koncert felvétel formájában.

### Felvételek és kiadás
A lemez felvételei a Reaktor stúdióban készültek, bízván az előző, Zanza című album sikerének megismétlésében. A trióban dolgozó C.A.F.B. egy jóval nyersebb hangzású, mondhatni keményebb lemezt alkotott, amit a Premier Art lemezkiadó nem tartott megfelelőnek a vállalat repertoárjak keretein belül való megjelenésre. Az együttes és a kiadó felmondták az 1997-ben kötött lemezszerződést. (A szerződésbontás körülményeiről a zenekar több ízben is nyilvánosan beszámolt.) Röviddel a szerződésbontást követően a C.A.F.B. és a Magyar Metal hammer magazin tulajdonában álló Hammer music (Később Edge records) szerződtette az együttest és elkezdte az anyag gyártásának és terjesztésének munkálatait. Nem sokkal ezután Szakácsi Gábor bejelentette távozását (amit a zenekar elmondása szerint csak néhány hónapra szánt).

## Az album dalai
1. Álomgyár
2. Nyomorult ember
3. Édes élet motel
4. Kábulatba ejt
5. Tíz nap
6. Öröklét
7. Koffein
8. Árnyjáték (B.K.-nak)
9. Egyedül vagy
10. Elítélt
11. Utolsó őrület
12. Kutya a láncon (CD-bónusz)
13. Lehúz a vérem (csak az extra kiadáson)
14. Karácsonyra (csak az extra kiadáson)

## Videóklipek
A lemez dalai közül az Álomgyár címűről klipet is forgattak.

## Közreműködők
- Szakácsi Gábor - gitár, ének
- Sütő Lajos - gitár, basszusgitár, ének
- Urbán László - dobok, vokál

## Linkek
- Cikk a Minden-ható lemez körülményeiről a Rockinform magazinban
- Álomgyár videóklip
- Minden-ható lemezkritika a Rockgyémántok magazinban.
- A lemez a Songs.hu oldalon
- Utalás a Minden-ható lemezre és Szakácsi távozása-Shock magazin